# 奧努夫里伊夫卡

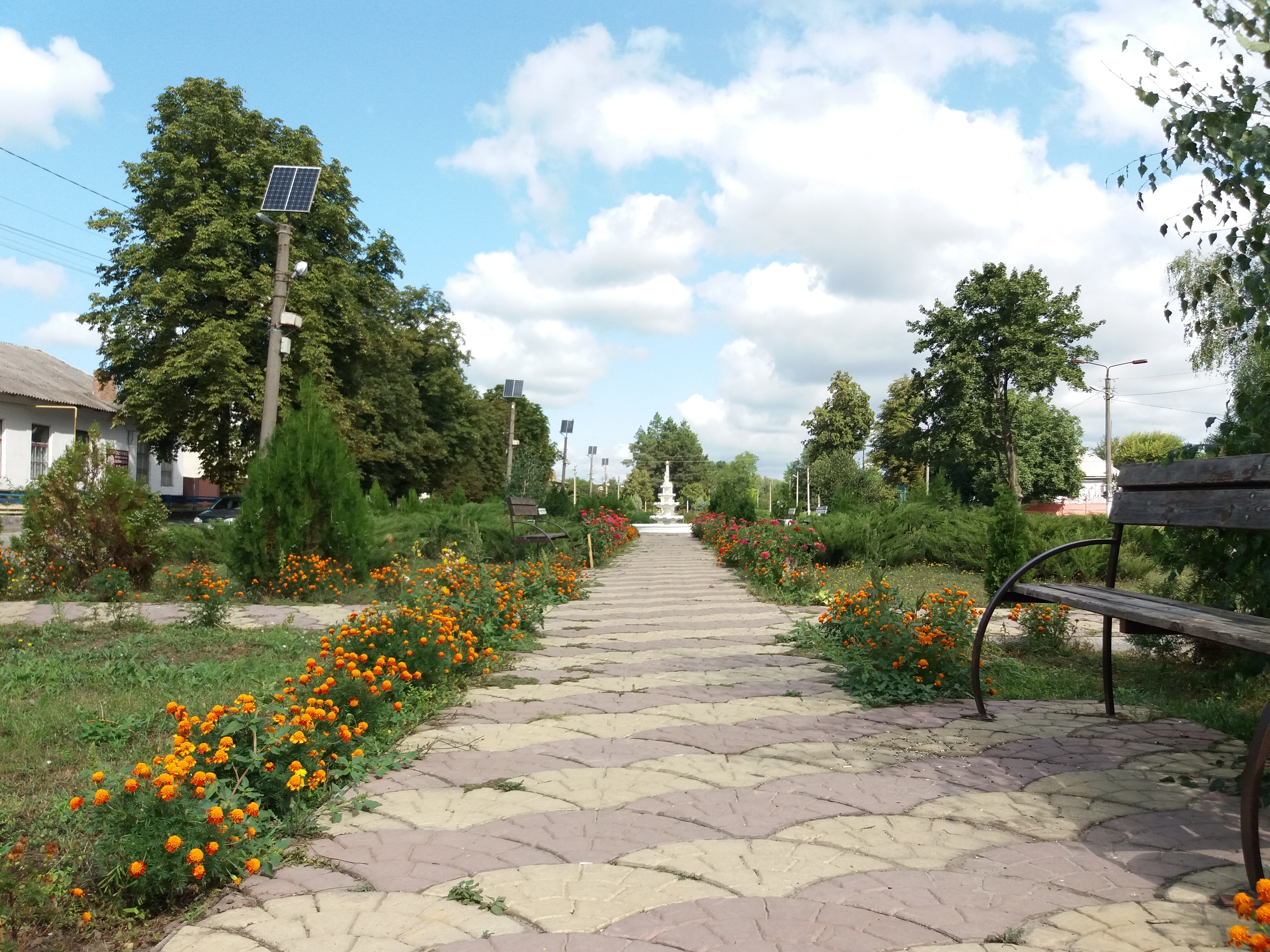
中央大街

奧努夫里伊夫卡（羅馬化：Onufriivka）是烏克蘭中部基洛夫格勒州亞歷山德里亞區奥努夫里伊夫卡市镇内的鎮及其行政中心。距離區府亞歷山德里亞47公里，2011年人口4,043。